# 曲松枝
曲松枝，中华人民共和国政治人物、李春城之妻。
原为某医院任职勤杂人员，李春城担任成都市委书记后，专门设立成都卫生局科教处长职位委任曲为处长。汶川大地震后，因中国红十字会接收大量捐款，三个月后曲被任命为成都红十字会副会长、常务副会长。2012年12月，李春城因涉嫌贪污接受调查，其中涉及到曲松枝在红十字会上私吞募捐。
|                                         | 红十字事业是一项崇高而伟大的事业，红十字会是从事人道主义工作的社会救助团体。红十字运动奉行的七项原则和提倡的“人道、博爱、奉献”的红十字精神所体现的人道主义价值观，已是人类共同的精神财富。 |
| ——2011年6月15日，曲松枝在成都大学的演讲 | |

## 相关
- 中国红十字会相关负面事件列表